# Episodi di Conviction (serie televisiva 2006)
La prima e unica stagione della serie televisiva Conviction, composta da 13 episodi, è stata trasmessa in prima visione dal 3 marzo al 19 maggio 2006 sul canale statunitense NBC.
In Italia la serie è stata trasmessa con il titolo originale per la prima volta dal 1º aprile al 6 maggio 2007 sul canale satellitare Fox Crime, mentre in chiaro la serie ha debuttato il 29 dicembre 2007 su Canale 5 con il titolo Sex & Law, che l'ha sempre trasmessa in orario notturno.
La trasmissione su Canale 5 è stata molto travagliata; i primi nove episodi sono stati trasmessi in maniera discontinua dal 29 dicembre 2007 al 28 agosto 2008, in seguito la serie è tornata in onda dal primo episodio a partire dal 7 gennaio 2012 con mini-maratone notturne di tre episodi consecutivi ogni sabato terminando finalmente la messa in onda in chiaro con l'ultimo episodio trasmesso la notte dell'11 febbraio 2012.
La serie è stata poi nuovamente trasmessa per intero su Joi, dal 18 gennaio 2011 al 25 febbraio 2011, ogni martedì alle 21:00, con due episodi a sera, prima del completamento della trasmissione in chiaro.
| nº | Titolo originale | Titolo italiano         | Prima TV USA   | Prima TV Italia |
| -- | ---------------- | ----------------------- | -------------- | --------------- |
| 1  | Pilot            | Il nuovo arrivo         | 3 marzo 2006   | 1º aprile 2007  |
| 2  | Denial           | Rifiuto                 | 10 marzo 2006  | 1º aprile 2007  |
| 3  | Breakup          | Fine di una relazione   | 17 marzo 2006  | 8 aprile 2007   |
| 4  | Indebted         | Una scelta difficile    | 24 marzo 2006  | 8 aprile 2007   |
| 5  | Savasana         | Vittoria morale         | 31 marzo 2006  | 15 aprile 2007  |
| 6  | Madness          | Pazzia                  | 7 aprile 2006  | 15 aprile 2007  |
| 7  | True Love        | Amore vero              | 11 aprile 2006 | 22 aprile 2007  |
| 8  | Downhill         | Giustizia cieca         | 14 aprile 2006 | 22 aprile 2007  |
| 9  | The Wall         | Il muro                 | 28 aprile 2006 | 29 aprile 2007  |
| 10 | Deliverance      | Il verdetto             | 5 maggio 2006  | 29 aprile 2007  |
| 11 | Indiscretion     | Una settimana difficile | 12 maggio 2006 | 6 maggio 2007   |
| 12 | 180.80 (1)       | 180.80                  | 19 maggio 2006 | 6 maggio 2007   |
| 13 | Hostage (2)      | Ostaggi                 | 19 maggio 2006 | 6 maggio 2007   |

## Il nuovo arrivo
- Titolo originale: Pilot
- Diretto da: Matt Reeves
- Scritto da: Rick Eid e Walon Green

### Trama
Facciamo la conoscenza di un gruppo di giovani avvocati e procuratori che gravitano intorno agli uffici di un tribunale. La loro vita lavorativa e personale si mescola mentre imparano il mestiere dei loro sogni. Molti di loro sono infatti ex tirocinanti negli studi legali o laureati da poco che hanno appena iniziato la carriera forense. Nick Potter è uno di loro, è stato appena assunto come assistente procuratore distrettuale, ma il suo primo giorno di lavoro succede un fatto molto spiacevole: un suo collega, Mike Randolph, viene ucciso. Sullo sfondo vediamo alcuni dei casi trattati in tribunale, tra cui quello principale, collegato all'omicidio di Mike, di una donna che lavorava come corriere della droga, proprio per Escobar, uccisa dal narcotrafficante per recuperare degli ovuli nel suo stomaco.
- Guest star: Fred Dalton Thompson (Procuratore distrettuale Arthur Branch), Elias Koteas (La vittima Mike Randolph).
- Curiosità: l'attore Elias Koteas diventerà celebre come membro del cast principale di Chicago P.D. a partire dal 2014.
- Citazioni: "Andrà tutto bene, fai un bel respiro, immagina che il giudice sia nudo, e apri il tuo caso!" (Detective Joshua Berner).

## Rifiuto
- Titolo originale: Denial
- Diretto da: Norberto Barba
- Scritto da: Rick Eid

### Trama
Pieno di stupore, mentre si sta vestendo, Jim sta guardando dei ritagli di giornale in cui si racconta di un brutale omicidio tra consanguinei, con una mazza da baseball in maniera estremamente cruenta; il caso di cronaca è su tutte le prime pagine per la sua efferatezza. Il capo dipartimento Steele deve infatti far processare Evan Foye, un ragazzo di appena 14 anni, che ha però ucciso suo fratello, e che al processo verrà considerato come un adulto, rischiando pene decisamente più severe. Nel frattempo al distretto serve immediatamente un quinto transessuale per un riconoscimento da parte di un testimone in un crimine. Non trovandolo, qualcuno mette decisamente in imbarazzo Nick Potter, che con un po' di trucco ed una protesi al seno fasulla sarebbe perfetto come ultimo elemento nella stanza dei riconoscimenti. Una volta ultimato il travestimento, però, tutti i membri dell'ufficio scoppiano in una profonda risata. Altri casi intanto vanno avanti, e Peluso cerca di capire cosa stia nascondendo un ragazzo gay che è stato aggredito da un coetaneo nero, giocatore di basket. Il processo a Evan Foye va avanti, e alcune testimonianze evidenziano come il fratello Jack fosse in realtà un tipo pericoloso.
- Guest star: Chris Bauer (Sig. Foye), Robert Clohessy (Coach Hankins), Jordan Burt (Evan Foye).

- Citazioni: "Ragazzi, un brindisi alla prima volta di Nick Potter, il nostro procuratore pivello che ha inchiodato uno spietato borseggiatore di 70 anni!" (Avvocato Billy Desmond).

## Fine di una relazione
- Titolo originale: Breakup
- Diretto da: Randall Zisk
- Scritto da: Greg Plageman

### Trama
I detective vengono chiamati in piena notte perché Ashley Copeland, una ragazzina di 12 anni, all'improvviso, ha deciso di buttarsi di sotto dalla finestra. Christina Finn indaga quindi sul suicidio, ma la dinamica appare sospetta, poiché la madre ha dichiarato che sua figlia era depressa perché stava morendo di Leucemia, nonostante la sua autopsia dimostri invece il contrario. La ragazza aveva ingerito anche un cocktail letale di farmaci, e secondo il medico legale sarebbe morta a breve anche senza gettarsi dalla finestra, ma perlomeno non ha sentito nulla, intontita come era. Intanto Nick Potter, che la sera prima era andato via da un locale dopo aver visto un brutto giro di droga, si ritrova in tribunale con un suo caro amico, presente la sera prima nel locale, sotto processo proprio per possesso di droga. Negli uffici, intanto, una relazione volge al termine.
- Guest star: Rebecca Mader (Hannah Cuccuru), Kristine Nielsen (Victoria Copeland).

- Citazioni: "Ieri sera mia madre ha detto che non mi comprerà dei vestiti nuovi perché tanto pensa che non li userò mai!" (Dal diario di Ashey Copeland)

## Una scelta difficile
- Titolo originale: Indebted
- Diretto da: Vincent Misiano
- Scritto da: Carter Harris

### Trama
Nick Potter va a fare un giro insieme a due poliziotti, che lo chiamano "maghetto", per via del cognome, e lo portano in pattuglia, ma hanno dei problemi con un sospetto, costringendolo a dover riferire l'accaduto agli Affari Interni, intanto i vari procuratori sono impegnati in casi diversi. Billy segue un caso che coinvolge un nero, un bizzarro accoltellamento in un ufficio di una società commerciale musicale appartenente al cantante rap B-FLY, che potrebbe nascondere qualcosa di più, delle strane relazioni sessuali non svelate. Dalle indagini è infatti uscito fuori un video in cui si vedevano azioni BDSM tra un membro della società e la sedicente Mistress Alana Weston. Jessica invece persegue un marito per abusi coniugali, mentre è costretta, per uno scherzo del destino, ad affrontare lo stesso problema nella sua famiglia. Sua madre è infatti andata via di casa e lei decide di ospitarla a New York. Christina Finn segue invece il caso del figlio di una importante diplomatica e di suo figlio, che è scappato da un night club lasciando insoluto un conto di 76.000 dollari, e dice al giudice di aver paura di essere sculacciato dalla madre! Christina riceve poi un cesto di formaggi da un ammiratore in ufficio, e Peluso mostra alcuni segni di gelosia.
- Guest star: Will Chase (Detective Dave Lemanski), Jodi Stevens (Mistress Alana Weston), Alice Barrett-Mitchell (Kathleen Perry).
- Citazioni: "Scusa, posso farti una domanda? Ho il caso perché sono nero o perché sono un bravo avvocato??" (Avvocato Billy Desmond).

## Vittoria morale
- Titolo originale: Savasana
- Diretto da: Caleb Deschanel
- Scritto da: Gavin Harris

### Trama
Mentre sta effettuando una lezione di Yoga la procuratrice Christina Finn viene chiamata d'urgenza sul cellulare, poiché è richiesta la sua presenza in ufficio, dove un padre e una madre sono i maggiori sospettati. Finn è coinvolta nella decisione di togliere ad una bambina neonata malata il suo supporto vitale, perché secondo i medici è sopraggiunta la morte cerebrale, e la cosa la sconvolge. Nel frattempo il procuratore Desmond si occupa di uno stupro risalente al 1974, quando le leggi erano parecchio diverse, ma il processo, secondo il giudice, va discusso considerando le leggi dell'epoca. Il caso si complica quando si scopre che l'uomo ha stuprato altre tre donne. La vita privata di Desmond vede arrivare Diane, una ragazza che gli piace, ma che non gli rivela di conoscerlo già dal lavoro. Brian Peluso, capo di Potter, invece, gli ordina di accontentarsi in aula, ma lui lo sfida e vince a sorpresa la propria complessa causa. Scopriamo alcuni particolari anche sulla vita privata di Alexandra Cabot, che è fidanzata con Robert, con cui ha alcuni problemi, e ha avuto una storia passata "senza impegno" con il collega Jim Steele. Tra i due c'è ancora una notevole attrazione fisica, anche se sul lavoro spesso sono in tensione. 
- Guest star: John Rothman (Martin Bernip), Zachary Knower (Dr. Charles Senkovich), Amy De Lucia (Istruttrice di Yoga).
- Citazioni: "Rilassatevi completamente fino a raggiungere la Savasana, anche detta la posizione del cadavere!" (Istruttrice di Yoga).
- Citazioni: "Sarò anche pazza, ma voglio una condanna per omicidio se qualcuno uccide un neonato!" (Alexandra Cabot).

## Pazzia
- Titolo originale: Madness
- Diretto da: Caleb Deschanel
- Scritto da: Walon Green

### Trama
Le vite private dei procuratori sono complesse quasi quanto i loro casi. Brian Peluso, pur attratto parecchio da Christina Finn, preferisce tenerla come amica, per non mescolare il lavoro con la vita privata, e inizia una storia con un'altra ragazza, Lisa, che però gli piace meno e soprattutto gli sta facendo troppe pressioni su tutto, oltre a essere gelosa di Christina. Desmond porta avanti la sua storia con Diane, che però ha paura che lui la voglia solo fisicamente, mentre la ex di Jim gli rimprovera di stare frequentando troppo Alexandra Cabot. Jessica gli ricorda anche che, essendo la sua diretta superiore, in caso di litigio potrebbe anche licenziarlo. Sul fronte lavorativo, Jessica si occupa di un caso di aggressione che coinvolge Tobias, un ragazzo sordomuto troppo irruento, che ha accoltellato il padre della fidanzata, anche lei sorda. Desmond è impegnato nei "progetti speciali" ovvero il turno di routine in un reparto psichiatrico, dove ci sono udienze particolari, in cui vengono valutati gli imputati e i sospetti con parametri differenti dal resto, con un metodo investigativo che spesso capovolge il sistema. Al manicomio Desmond fa amicizia con una psichiatra, la dottoressa Donnel. Nel frattempo una relazione finita riprende da dove si era interrotta. 
- Citazioni: "Si discute sulla sanità mentale dei criminali internati. Mi occuperò di un coprofago, due pluriomicidi ed un masturbatore piromane, casi importanti!" (Procuratore Billy Desmond).

## Amore vero
- Titolo originale: True Love
- Diretto da: Jeffrey Reiner
- Scritto da: Rick Eid

### Trama
Nick Potter subisce una aggressione per strada da un afroamericano con un tatuaggio sul collo, viene derubato e picchiato sotto la minaccia delle armi, dopo aver cercato di convincere un testimone a testimoniare in aula. Brian Peluso si prepara a trasferirsi con la sua nuova ragazza in un appartamento, che però è decisamente caro per le sue, pur alte, possibilità. Christina cerca di convincerlo a non fare passi avventati, e anche se la ragazza non le piace per nulla, evita di dare al suo collega e amico cattivi consigli, e lui per ringraziarla segnala ad un testimone, un ginecologo giovane e avvenente, che lei è ancora single. Sul lavoro Brian segue un caso molto bizzarro, di una ragazza che denuncia come molestatore il suo amante, mentre Jessica tratta un altro caso di una ragazza di 23 anni che è stata ammanettata al letto e malmenata per tre giorni da uno psicopatico, ma Jessica, su suggerimento di Christina, pensa che la vittima stia mentendo, perché ha le unghie perfettamente curate. Nick viene a sapere, mentre è ancora in ospedale, che il suo aggressore appartiene ad una nota banda organizzata newyorkese, molto pericolosa, i "Criminali per la Vita". Dopo essersi svenato per bloccare l'appartamento costoso voluto dalla fidanzata Lisa, con un assegno da 15.000 dollari, Brian va a trovarla, visto che non si è presentata all'appuntamento, e fa una scoperta sconcertante.
- Guest star: Amy Landecker (Donna Thatcher)
- Citazioni: "Una ragazza, più è fuori di testa, più è brava a letto!" (Procuratore Brian Peluso).

## Giustizia cieca
- Titolo originale: Downhill
- Diretto da: Michael Fresco
- Scritto da: David Mills

### Trama
Nick Potter è ancora molto scosso per l'aggressione subita recentemente, e decide di farsi giustizia da solo, andando a casa del ragazzo che ha commesso il crimine per sparargli. Ma tutto questo è solo una sua fantasia, e ne parla con lo psicologo. Nel frattempo Nick affronta un processo facile, la cui soluzione sembra a portata di mano, un ragazzo, già pregiudicato, ha rubato dalla cassetta delle offerte in chiesa, finché il parroco della stessa non gli chiede di abbandonare il caso. Desmond fa amicizia con un gruppo esclusivo di uomini di colore di successo, i Black Men United, e vorrebbe diventarne membro ufficiale. Intanto due casi molto importanti si sovrappongono, Alexandra Cabot e Jessica Rossi sono infatti in disaccordo sul trattamento di un chiropratico, imputato in un evidente caso di stupro avvenuto nel suo studio, che però è anche coinvolto come testimone chiave in un altro caso di malasanità e truffa sanitaria, in cui ben 217 vittime, tutte a basso reddito, hanno subito operazioni non necessarie, spesso restando mutilate. Offrire un accordo al chiropratico lo salverebbe dall'accusa di stupro, ma Jessica ritiene la proposta inaccettabile, chiedendosi se uno stupro singolo valga davvero meno di centinaia di persone mutilate. Christina Finn viene intanto coinvolta in una disputa tra proprietario e inquilino. Quest'ultimo, che è un famoso autore teatrale di successo, ha però un comportamento bipolare, e ama minacciare per telefono il suo proprietario e offendere pesantemente le persone con cui interagisce.
- Guest star: Becky Ann Baker (Deborah Cole).
- Curiosità: l'attrice Becky Ann Baker è apparsa ben cinque volte nelle varie serie di Law & Order, ed è sposata con Dylan Baker, che ha anche lui effettuato otto apparizioni nel franchise come guest star.
- Citazioni: "Il mio caso è meno importante di un altro??" (Deborah Cole, vittima di stupro).

## Il muro
- Titolo originale: The Wall
- Diretto da: Steven DePaul
- Scritto da: Laurie Arent e Greg Plageman

### Trama
Colin Brody, uno studente di un prestigioso college di Manhattan viene rifiutato da Helena Hernandez, una studentessa del Bronx, zona notoriamente povera, e ne rimane sconvolto, al punto da volersi vendicare. L'occasione si presenta poco dopo, grazie ad un pericoloso gioco tra studenti, in cui sono presenti entrambi. Desmond e Steele affrontano quindi una dura battaglia quando perseguono un caso derivante dalla morte della ragazza in un gioco di soffocamento. La cosa peggiore è che il giudice Hanford sia chiaramente ostile e di parte per il ragazzo, per motivi ancora da chiarire, rifiuta le prove, interrompe le testimonianze per andare in pausa pranzo e vuole assolutamente che l'imputato sia condannato per il reato minore di omicidio colposo, piuttosto che volontario, arrivando ad arrestare temporaneamente Steele per oltraggio alla corte. Persino alla fine del processo, il risultato, non soddisfacente, viene contestato e ribaltato d'ufficio. Si è creato un vero e proprio muro invalicabile tra lui ed il procuratore. Nel frattempo Christina e Nick vengono convocati dalla Cabot che vuole obbligarli a seguire dei corsi obbligatori di recitazione, per migliorare portamento ed espressività in aula, e Brian segue il caso di un poliziotto a cui hanno sparato, rendendolo invalido, con un testimone chiave fondamentale ma poco credibile.
- Guest star: Ken Howard (Giudice Hanford), Santo Fazio (Testimone Sonny Villanueva).
- Nota: l'attore Santo Fazio è un veterano nei ruoli minori del franchise Law & Order, ed ha totalizzato 8 partecipazioni in tre serie.

- Citazioni: "Che succede tra te ed il giudice? Ti sta facendo a pezzi, va a pranzo nel bel mezzo di una testimonianza, non ammette foto per un cavillo tecnico... il tizio in toga nera te lo mette nel sedere!" (Procuratore Billy Desmond rivolto a Steele)
- Citazioni: "Io non so dove vive lei, ma io vivo nel Bronx, dove ognuno, anche un bambino, riconosce lo sparo di una 9 millimetri!, di una 357 e di una 22!" (Testimone chiave Sonny Villanueva).

## Il verdetto
- Titolo originale: Deliverance
- Diretto da: Vincent Misiano
- Scritto da: Robert Nathan e Pamela J. Wechsler

### Trama
Jim Steele affronta un caso anomalo, in cui si trova di fronte un avversario formidabile, Julie Phelps. La donna è una rispettata avvocatessa che però ha ucciso il marito, un celebre psichiatra, e, dopo aver parlato con il procuratore, torna momentaneamente in carcere, in attesa del processo. Da Riker Island Prison lancia, in diretta TV, delle accuse pesantissime contro il suo accusatore Jim, inventando di essere stata molestata da lui, nel suo ufficio e al distretto, durante il colloquio preliminare. Ovviamente l'accusa non sta in piedi, perché il suddetto ufficio è a vetro, visibile da ogni lato, e nessuno ha visto nulla. Jim Steele si scontra quindi con Julie Phelps quando quest'ultima, esperta in legge, decide di difendersi da sola in aula. Jessica Rossi intanto fa conoscenza con la vittima della sua causa, Ursula Thorne, una ragazza affetta da Iperkaliemia, una malattia degenerativa allo stadio terminale, per cui il corpo non è in grado di assorbire il potassio, che di conseguenza si deposita nel sangue (similmente al glucosio in seguito al Diabete) ed a cui resta circa un anno di vita, già costretta a muoversi con un deambulatore, e per di più aggredita e violentata da un criminale. L'avvocato dell'aggressore, Ralph Hanlon, è un membro storico dell'ufficio, che ormai lavora in proprio, che sconvolge Jessica presentandosi al colloquio mezzo ubriaco, oltre a dare in seguito segni di stanchezza e confusione mentale in aula. Potter cerca di aiutare la sorella Samantha finita nella mani di un fidanzato truffatore. 
- Guest star: Reiko Aylesworth (Julie Phelps), Jeremy Allen White (Jack Phelps), Trace Turville (Ursula Thorne)
- Citazioni: "Al signor Hanlon dovrà essere tolto il caso, ho paura che l'inefficacia del signor Hallon resisterà in appello, la mia cliente ha problemi di salute, e sarà morta prima di un nuovo processo!" (Procuratrice Jessica Rossi).

## Una settimana difficile
- Titolo originale: Indiscretion
- Diretto da: Elodie Keene
- Scritto da: Laurie Arent

### Trama
Una giovane coppia viene aggredita mentre si trova appartata sotto un ponte di New York, di notte, e mentre sta anche riprendendo se stessa con una telecamera. L'aggressore, grazie al video recorder ancora acceso, viene ripreso e immortalato sulla videocassetta. Jim Steele cerca quindi di perseguire un caso di stupro, ma il padre della querelante si oppone con forza. Kim, la ragazza coinvolta, sembra aver organizzato tutto insieme al fidanzato, tramite un sito web per guardoni, salvo poi essere violentata, ma non ha il coraggio di dirlo al padre, ed è bloccata in sua presenza anche in aula. Brian Peluso persegue invece un caso di truffa all'assicurazione da parte del signor Shaun Brennan, un barista che, perseguitato dagli strozzini, ha finto la propria morte, durante un incendio del locale, assistendo poi al suo funerale, e tenendo all'oscuro anche sua moglie e suo figlio di 5 anni.
Nick Potter rileva intanto un facile caso di droga da Jessica, l'imputato, il marinaio Enriquez, prima membro di una gang, è stato infatti trovato in possesso di 57 grammi di Crack e colto in flagrante mentre cercava di venderlo ad un agente di polizia sotto copertura, e il caso è praticamente già vinto, ma, a sorpresa, riesce comunque a perdere la causa. Sul fronte personale sono tutti elettrizzati per la festa di matrimonio di Alexandra Cabot con il ricchissimo Robert, mentre Desmond incontra per puro caso la sua ex fidanzata Diane. Per lo stupore si macchia la cravatta, cosa che Irina, una chiromante in ufficio, coinvolta in una truffa come presunta sensitiva, aveva previsto qualche ora prima. Irina sa tutto di Diane, e gli dice di non farsela scappare, forse sensitiva lo è davvero!
- Guest star: Emma Myles (Kim Scanton), Samantha Shelton (Diane Kastle), Lisa Bostnar (Irina Balacova).

- Citazioni: "Dammi retta Jim, quando incontri la donna giusta... scappa con l'amante!" (Robert, fidanzato di Alexandra Cabot).
- Citazioni: Champagne, è molto meglio del Prozac!" (Procuratrice Christina Finn).

## 180.80 (1)
- Titolo originale: 180.80
- Diretto da: Norberto Barba
- Scritto da: Carter Harris e Gavin Harris

### Trama
Audrey Knowles, una giovane ragazza, figlia del senatore Knowles, viene uccisa e violentata ad Harlem, e Jessica Rossi studia i video del suo blog sul sito FriendPost.net per cercare di ricostruire i suoi ultimi movimenti. Un certo Frank Jeffers, un ex carcerato per stupro che ora lavora come buttafuori del club Grey Bar, è il principale sospettato, anche se non ci sono prove contro di lui, mentre Andy Rodriguez, il fidanzato, è preoccupato per averla lasciata da sola nel locale per andare a preparare un esame universitario. La ragazza è stata vista l'ultima volta alle 2.40 nel locale after hours. Il proprietario Jake Patterson collabora, ma dice di essere andato via prima dell'orario di chiusura e non averla vista. Un testimone dice di aver visto una Chevrolet sospetta vicino al locale, con un uomo che trasportava un sacco della lavanderia sospetto, di notte. Una automobile di quella marca viene ritrovata vicino al luogo del delitto, con un capello della vittima dentro, e appartiene a Calvin Wade, che viene subito arrestato, potrebbe essere un complice. Successive indagini fanno scoprire che era il compagno di cella di Frank Jeffers. Nel frattempo il primo sospettato viene intervistato alla TV dalla giornalista Alexis Bennet, professandosi innocente, e dicendo che la polizia ha commesso un errore. Intanto il laboratorio CSU (Crime Scene Unit) scopre che lo sperma trovato sulla ragazza non è compatibile con il DNA di Jeffers. Mentre si cerca di capire quale sia il vero ruolo di Patterson, il gran giurì emette il suo parere favorevole per il processo, ma, a sorpresa, gli imputati assumono il controllo del tribunale, prendendo tutti come ostaggi.
- Guest star: Dorian Missick (Buttafuori Frank Jeffers), Gbenga Akinnagbe (Complice Calvin Wade), Mike Pniewski (Senatore Knowles), Susan Misner (Giornalista Alexis Bennet), Adam Rothenberg (Proprietario del Bar Jake Patterson).
- Nota: questo episodio è la prima parte di una storia che si conclude con l'episodio successivo.
- Citazioni: "Cercare un testimone in questa zona è come cercare una vergine ad un concorso di pornostar! Imputato nero, vittima bianca, scordatelo." (Detective di Harlem).

## Ostaggi (2)
- Titolo originale: Hostage
- Diretto da: Constantine Makris
- Scritto da: Rick Eid e Walon Green

### Trama
Frank Jeffers e Calvin Wade, i due imputati nel processo per lo stupro e omicidio di Audrey Knowles, uccidono un poliziotto e prendono in ostaggio l'aula, con dentro ben venti persone, tra cui diversi procuratori, giudice, giurati ed impiegati amministrativi. I due criminali cercano di negoziare la via d'uscita usando i membri dell'ufficio del procuratore distrettuale come merce di scambio, minacciando di ucciderli. Alexandra Cabot riunisce un consiglio speciale che cerca di aiutare la polizia fornendo informazioni sui sequestratori. Jeffers è un criminale incallito, con alle spalle stupri, rapine, spaccio e ora anche due omicidi, mentre Wade è colpevole di crimini minori, e ha moglie e figlio che lo aspettano a casa, questo potrebbe essere d'aiuto per risolvere la situazione. Intanto Jeffers si diverte ad impersonare il giudice, indossando la toga e simulando un processo, e tutti gli consigliano di trattare con la polizia per evitare un'irruzione armata. Sul posto arriva il tenente Tony Murno, un negoziatore di ostaggi del NYPD, che cerca di risolvere la situazione. Jeffers minaccia di uccidere un ostaggio l'ora fino a che gli forniranno un furgone e 500.000 dollari per andare in aeroporto e scappare. Per entrare in empatia con Wade, Brian Peluso decide di dichiarare qualcosa di sconvolgente.
- Guest star: Dorian Missick (Buttafuori Frank Jeffers), Gbenga Akinnagbe (Complice Calvin Wade), Mike Pniewski (Senatore Knowles), Adam Rothenberg (Proprietario del Bar Jake Patterson), James McDaniel (Tenente Tony Murno).

- Citazioni: "Abbiamo venti ostaggi, quattro pistole e quarantatré proiettili, fa un po' il conto!" (Frank Jeffers al suo complice).

- Curiosità: questo episodio è stato votato come il migliore della serie, con un punteggio di 8.2 su 10 su IMDb.